# Liegi-Bastogne-Liegi 2019
La Liegi-Bastogne-Liegi 2019, centocinquesima edizione della corsa e valevole come ventesima prova dell'UCI World Tour 2019 categoria 1.UWT, si svolse il 28 aprile 2019 su un percorso di 256 km, con partenza e arrivo a Liegi, in Belgio. La vittoria fu appannaggio del danese Jakob Fuglsang, il quale completò il percorso in 6h37'37", alla media di 38,63 km/h, precedendo l'italiano Davide Formolo e il tedesco Maximilian Schachmann. 
Sul traguardo di Liegi 101 ciclisti, su 175 partiti dalla medesima località, portarono a termine la competizione. 

## Côtes
Le undici salite inserite nell'edizione 2019:
| Numero | Nome                         | Chilometro | Lunghezza (m) | Pendenza media (%) |
| ------ | ---------------------------- | ---------- | ------------- | ------------------ |
| 1      | Côte de Bonnerue             | 72         | 2 400         | 5,8                |
| 2      | Côte de Saint-Roch           | 109        | 1 000         | 11,2               |
| 3      | Côte de Mont-le-Soie         | 152        | 4 000         | 6,1                |
| 4      | Côte de Pont                 | 168        | 1 000         | 10,5               |
| 5      | Côte de Bellevaux            | 172        | 1 100         | 6,8                |
| 6      | Côte de la Ferme Libert      | 180        | 1 200         | 12,1               |
| 7      | Col du Rosier                | 198        | 4 400         | 5,9                |
| 8      | Côte du Maquisard            | 211        | 2 500         | 5,0                |
| 9      | Côte de La Redoute           | 222,5      | 2 000         | 8,9                |
| 10     | Côte de La Roche-aux-Faucons | 239        | 1 300         | 11,0               |
| 11     | Côte de Saint-Nicolas        | 252,5      | 1 200         | 8,6                |

## Squadre e corridori partecipanti
| N.      | Cod. | Squadra                    |
| ------- | ---- | -------------------------- |
| 1-7     | DQT  | Deceuninck-Quick-Step      |
| 11-17   | EF1  | EF Education First         |
| 21-27   | ALM  | AG2R La Mondiale           |
| 31-39   | TBM  | Bahrain-Merida             |
| 41-47   | BOH  | Bora-Hansgrohe             |
| 51-57   | MTS  | Mitchelton-Scott           |
| 61-67   | SKY  | Team Sky                   |
| 71-77   | AST  | Astana Pro Team            |
| 81-87   | LTS  | Lotto Soudal               |
| 91-97   | SUN  | Team Sunweb                |
| 101-107 | MOV  | Movistar Team              |
| 111-117 | COF  | Cofidis, Solutions Crédits |
| 121-127 | UAD  | UAE Team Emirates          |

| N.      | Cod. | Squadra                   |
| ------- | ---- | ------------------------- |
| 131-137 | CPT  | CCC Team                  |
| 141-147 | TKA  | Team Katusha Alpecin      |
| 151-157 | TJV  | Team Jumbo-Visma          |
| 161-167 | TFS  | Trek-Segafredo            |
| 171-177 | GFC  | Groupama-FDJ              |
| 181-187 | TDD  | Team Dimension Data       |
| 191-197 | WGG  | Wanty-Gobert Cycling Team |
| 201-207 | TDE  | Total Direct Énergie      |
| 211-217 | PCB  | Team Arkéa-Samsic         |
| 221-227 | SVB  | Sport Vlaanderen-Baloise  |
| 231-237 | VCB  | Vital Concept-B&B Hotels  |
| 241-247 | WVA  | Wallonie Bruxelles        |

## Ordine d'arrivo (Top 10)
| Pos. | Corridore       | Squadra      | Tempo    |
| ---- | --------------- | ------------ | -------- |
| 1    | Jakob Fuglsang  | Astana       | 6h37'37" |
| 2    | Davide Formolo  | Bora         | a 27"    |
| 3    | Max. Schachmann | Bora         | a 57"    |
| 4    | Adam Yates      | Mitchelton   | s.t.     |
| 5    | Michael Woods   | Educ. First  | s.t.     |
| 6    | David Gaudu     | Groupama     | s.t.     |
| 7    | Mikel Landa     | Movistar     | s.t.     |
| 8    | Vincenzo Nibali | Bahrain-Mer. | a 1'00"  |
| 9    | Dylan Teuns     | Bahrain-Mer. | a 1'05"  |
| 10   | Wout Poels      | Sky          | a 1'26"  |